# 달에 홀린 피에로
《달에 홀린 피에로 작품번호 21》(프랑스어: Pierrot Lunaire 피에로 뤼네르[*])는 아르놀트 쇤베르크가 작곡한 멜로드라마이다. 알베르 지로(Albert Giraud)가 지은 같은 이름의 시집을 원작으로 한다.
내레이터가 무조 형식의 곡에서 말을 하듯이 가사를 전달하는 것이 특징인데, 이러한 형식은 12음기법으로 발전하게 된다.

## 구성
- 1부

1. Mondestrunken
2. Columbine
3. Der Dandy
4. Eine blasse Wäscherin
5. Valse de Chopin
6. Madonna
7. Der kranke Mond

- 2부

1. Nacht (Passacaglia)
2. Gebet an Pierrot
3. Raub
4. Rote Messe
5. Galgenlied
6. Enthauptung
7. Die Kreuze

- 3부

1. Heimweh
2. Gemeinheit!
3. Parodie
4. Der Mondfleck
5. Serenade
6. Heimfahrt (Barcarole)
7. O Alter Duft